# Skok daleký

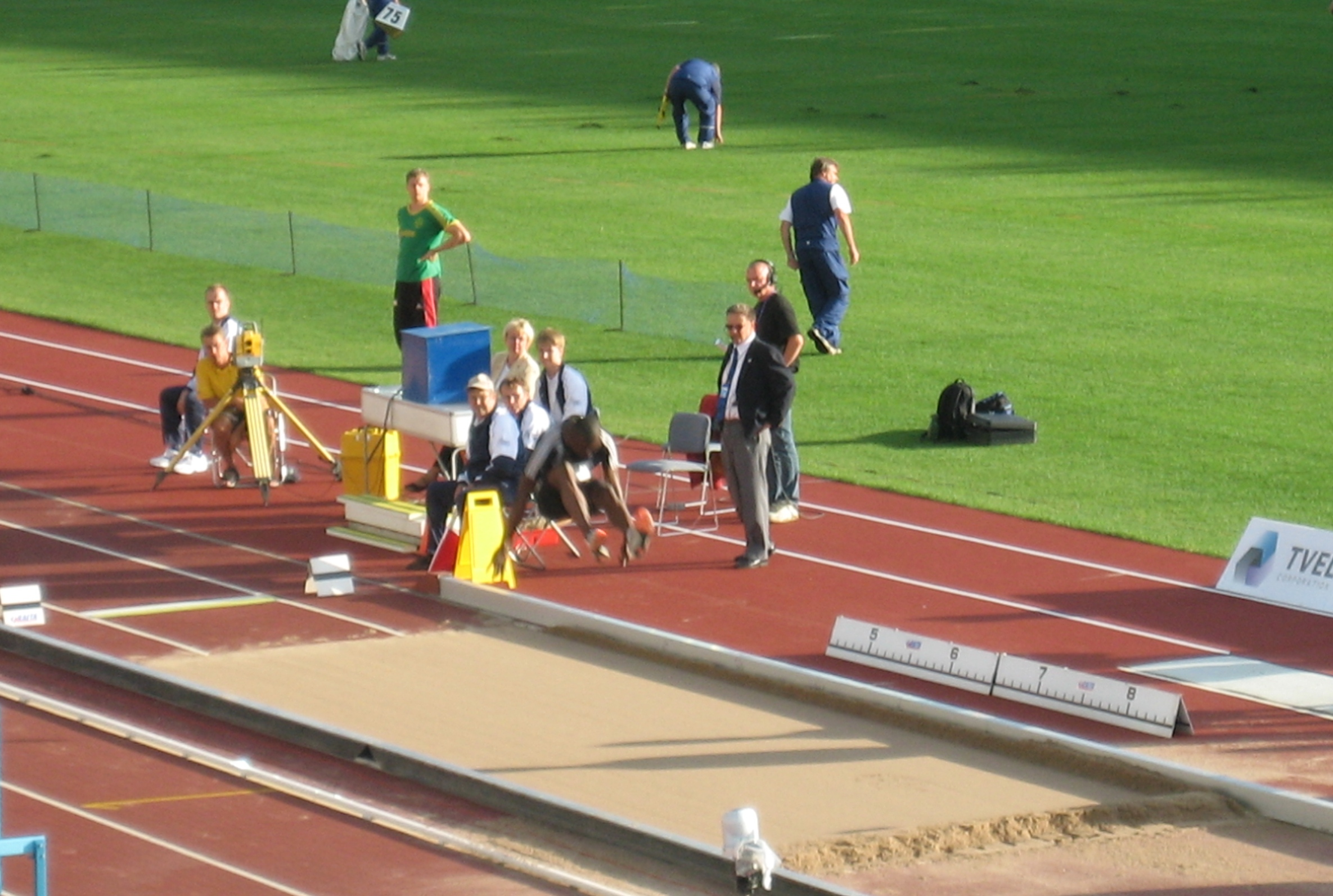
Skok do dálky

Skok do dálky (skok daleký) je jednou ze sportovních disciplín řazených do lehké atletiky. Jeho cílem je překonání co největší horizontální vzdálenosti jediným skokem (s rozběhem).
Skokani se nejprve rozběhnou po rovné dráze, na jejímž konci je umístěno odrazové břevno, které vyznačuje začátek měřené vzdálenosti. Toto břevno nesmí atlet přešlápnout (proto za ním bývá umístěna plastelína, ve které při případném přešlapu zůstane otisk), ale z něj (či před ním) se odrazí a doskočí co nejdále za něj, kde je umístěno měkké doskočiště z písku, do kterého dopadne. Hodnocenou délkou pak je vzdálenost od bližší hrany odrazového prkna směrem k doskočišti a nejbližší stopě směrem k odrazu, kterou skokan v písku zanechal. Obvykle se skokani snaží rozběhnout co nejrychleji, kromě samotné rychlosti je však důležitá také technika skoku. Jen málokdy jsou nejlepší dálkaři také nejlepšími sprintery a naopak (mezi výjimky patřil třeba Jesse Owens nebo později Carl Lewis).
Skok daleký byl již součástí antického pětiboje, součástí moderních olympijských her je rovněž od jejich vzniku; je také součástí atletického desetiboje mužů i sedmiboje žen. Hranicí světové extratřídy je zhruba 8 metrů u mužů a 7 metrů u žen.

#### Současní světoví rekordmani

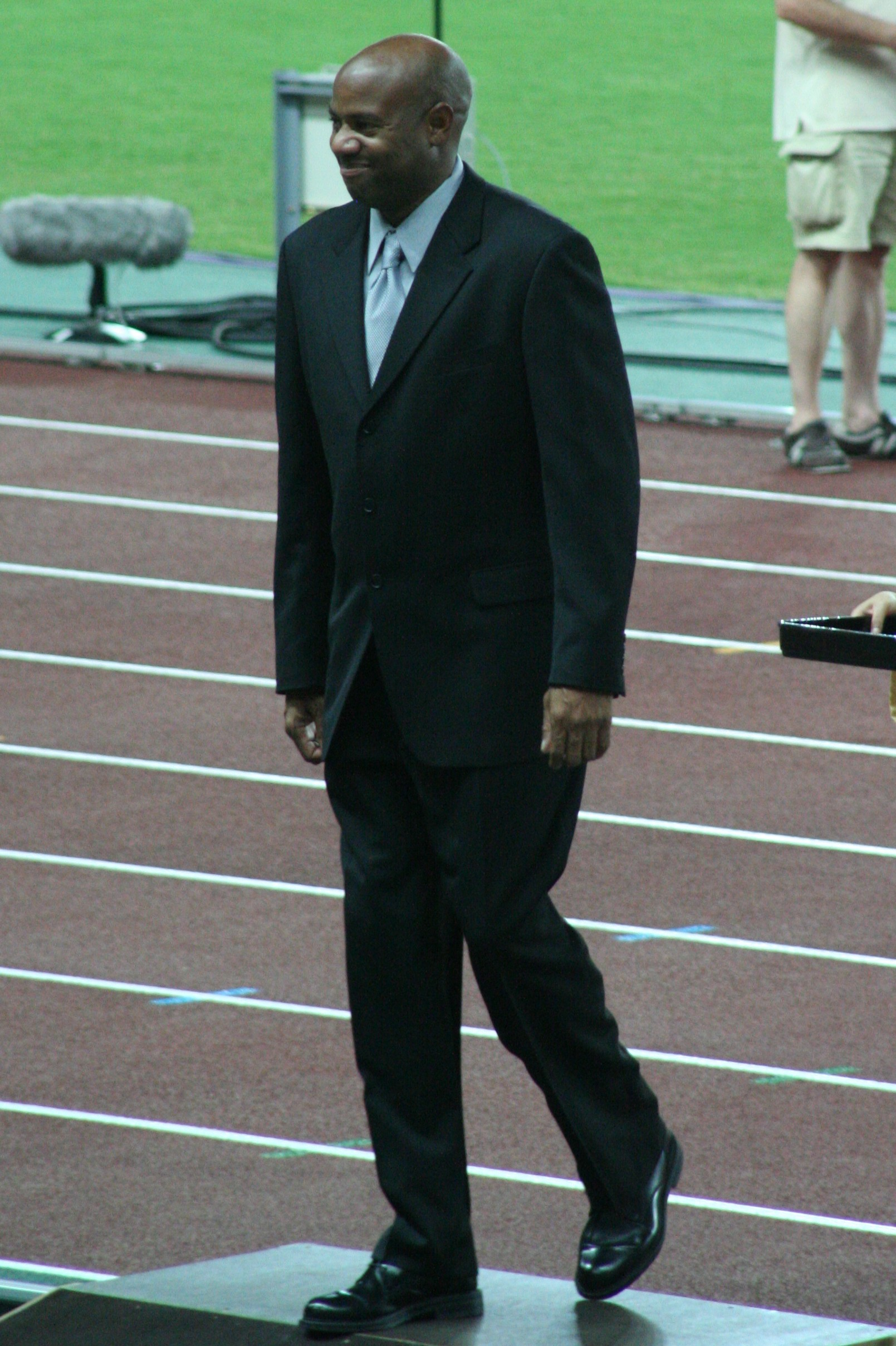
Muži – Mike Powell 895 cm
Ženy – Galina Čisťakovová 752 cm

## Současné rekordy – dráha
| Muži              |            |             |       |           |               |
| Rekord            | Výkon (cm) | Atlet       | Stát  | Město     | Datum rekordu |
| Světový rekord    | 895        | Mike Powell | USA   | Tokio     | 30. 8. 1991   |
| Olympijský rekord | 890        | Bob Beamon  | USA   | Mexiko    | 18.10. 1968   |
| Rekord MS         | 895        | Mike Powell | USA   | Tokio     | 30. 8. 1991   |
| Český rekord      | 831        | Radek Juška | Česko | Tchaj-pej | 27.8.2017     |

| Ženy              |            |                            |                |           |               |
| Rekord            | Výkon (cm) | Atletka                    | Stát           | Město     | Datum rekordu |
| Světový rekord    | 752        | Galina Čisťakovová         | Sovětský svaz  | Leningrad | 11. 6. 1988   |
| Olympijský rekord | 740        | Jackie Joynerová-Kerseeová | USA            | Soul      | 29. 9. 1988   |
| Rekord MS         | 736        | Jackie Joynerová-Kerseeová | USA            | Řím       | 4. 9. 1987    |
| Český rekord      | 689        | Jarmila Strejčková         | Československo | Praha     | 18. 9. 1982   |

## Současné rekordy podle kontinentů
| Rekord                            | Kategorie | Výkon (cm) | Atlet                       | Stát                  | Město         | Datum       |
| --------------------------------- | --------- | ---------- | --------------------------- | --------------------- | ------------- | ----------- |
| Evropa                            | Muži      | 886        | Robert Emmijan              | SSSR                  | Cachkadzor    | 22. 5. 1987 |
| Evropa                            | Ženy      | 752        | Galina Čisťakovová          | SSSR                  | Leningrad     | 11. 6. 1988 |
| Afrika                            | Muži      | 865        | Luvo Manyonga               | Jihoafrická republika | Potchefstroom | 22. 4. 2017 |
| Afrika                            | Ženy      | 717        | Ese Brume                   | Nigérie               | Chula Vista   | 29. 5. 2021 |
| Asie                              | Muži      | 848        | Mohamed Salman Al Khuwalidi | Saúdská Arábie        | Sotteville    | 2. 7. 2006  |
| Asie                              | Ženy      | 701        | Yao Weili                   | Čína                  | Ťi-nan        | 6. 5. 1993  |
| Severní a střední Amerika         | Muži      | 895        | Mike Powell                 | USA                   | Tokio         | 30. 8. 1991 |
| Severní a střední Amerika         | Ženy      | 749        | Jackie Joynerová-Kerseeová  | USA                   | Sestriere     | 31. 7. 1994 |
| Jižní Amerika                     | Muži      | 873        | Irving Saladino             | Panama                | Hengelo       | 24. 5. 2008 |
| Jižní Amerika                     | Ženy      | 726        | Maurren Maggiová            | Brazílie              | Bogota        | 26. 6. 1999 |
| Oceánie                           | Muži      | 854        | Mitchell Watt               | Austrálie             | Stockholm     | 29. 7. 2011 |
| Oceánie                           | Ženy      | 713        | Brooke Buschkuehlová        | Austrálie             | Chula Vista   | 9. 7. 2022  |
| Muži na iaaf.org Ženy na iaaf.org |           |            |                             |                       |               |             |

## Top 10 atletů

### Ženy - dráha
| Pořadí           | Výkon (cm) | Atletka                    | Místo          | Datum       |
| ---------------- | ---------- | -------------------------- | -------------- | ----------- |
| 1.               | 752 cm     | Galina Čisťakovová         | Leningrad      | 11. 6 1988  |
| 2.               | 749 cm     | Jackie Joynerová-Kerseeová | New York       | 22. 5. 1994 |
| 3.               | 748 cm     | Heike Drechslerová         | Neubrandenburg | 9. 7. 1988  |
| 4.               | 743 cm     | Anisoara Cusmirová         | Bukurešť       | 4. 6. 1983  |
| 5.               | 742 cm     | Taťjana Kotovová           | Annecy         | 23. 6. 2002 |
| 6.               | 739 cm     | Jelena Belevská            | Brjansk        | 18. 7. 1987 |
| 7.               | 737 cm     | Inessa Kravecová           | Kyjev          | 3. 6. 1992  |
| 8.               | 733 cm     | Taťjana Lebeděvová         | Tula           | 31. 7. 2004 |
| 9.               | 731 cm     | Jelena Chlopotnovová       | Almaty         | 12. 9. 1985 |
| 9.               | 731 cm     | Marion Jonesová            | Eugene         | 31. 5. 1998 |
| 9.               | 731 cm     | Brittney Reeseová          | Eugene         | 2. 7. 2016  |
| Ženy na iaaf.org |            |                            |                |             |

### Muži - dráha
| Pořadí           | Výkon (cm) | Atlet           | Místo            | Datum        |
| ---------------- | ---------- | --------------- | ---------------- | ------------ |
| 1.               | 895 cm     | Mike Powell     | Tokio            | 30. 8. 1991  |
| 2.               | 890 cm     | Bob Beamon      | Ciudad de México | 18. 10. 1968 |
| 3.               | 887 cm     | Carl Lewis      | Tokio            | 30. 8. 1991  |
| 4.               | 886 cm     | Robert Emmijan  | Cachkadzor       | 22. 5. 1987  |
| 5.               | 874 cm     | Larry Myricks   | Indianapolis     | 18. 7. 1988  |
| 5.               | 874 cm     | Erick Walder    | El Paso          | 2. 4. 1994   |
| 5.               | 874 cm     | Dwight Phillips | Eugene           | 7. 6. 2009   |
| 8.               | 873 cm     | Irving Saladino | Hengelo          | 24. 5. 2008  |
| 9.               | 871 cm     | Iván Pedroso    | Salamanca        | 18. 7. 1995  |
| 10.              | 869 cm     | Tajay Gayle     | Dauhá            | 28. 9. 2019  |
| Muži na iaaf.org |            |                 |                  |              |

### Současní světoví rekordmani v hale

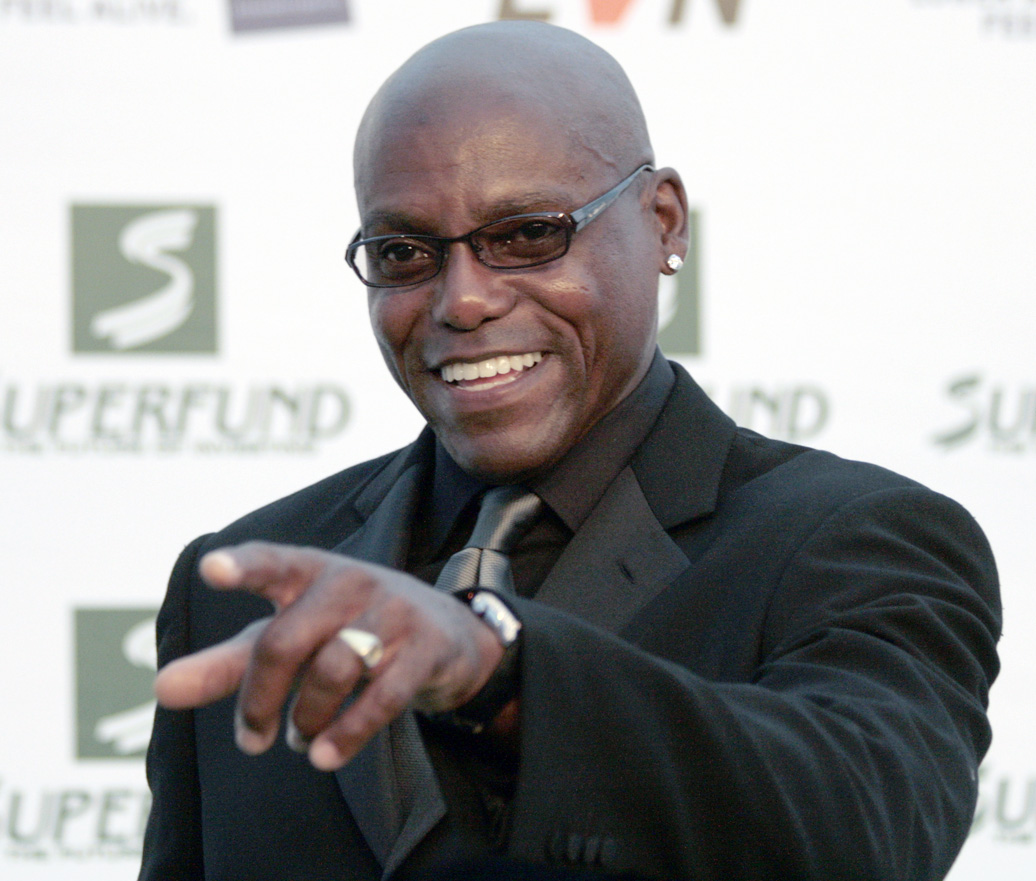
Muži - Carl Lewis 879 cm
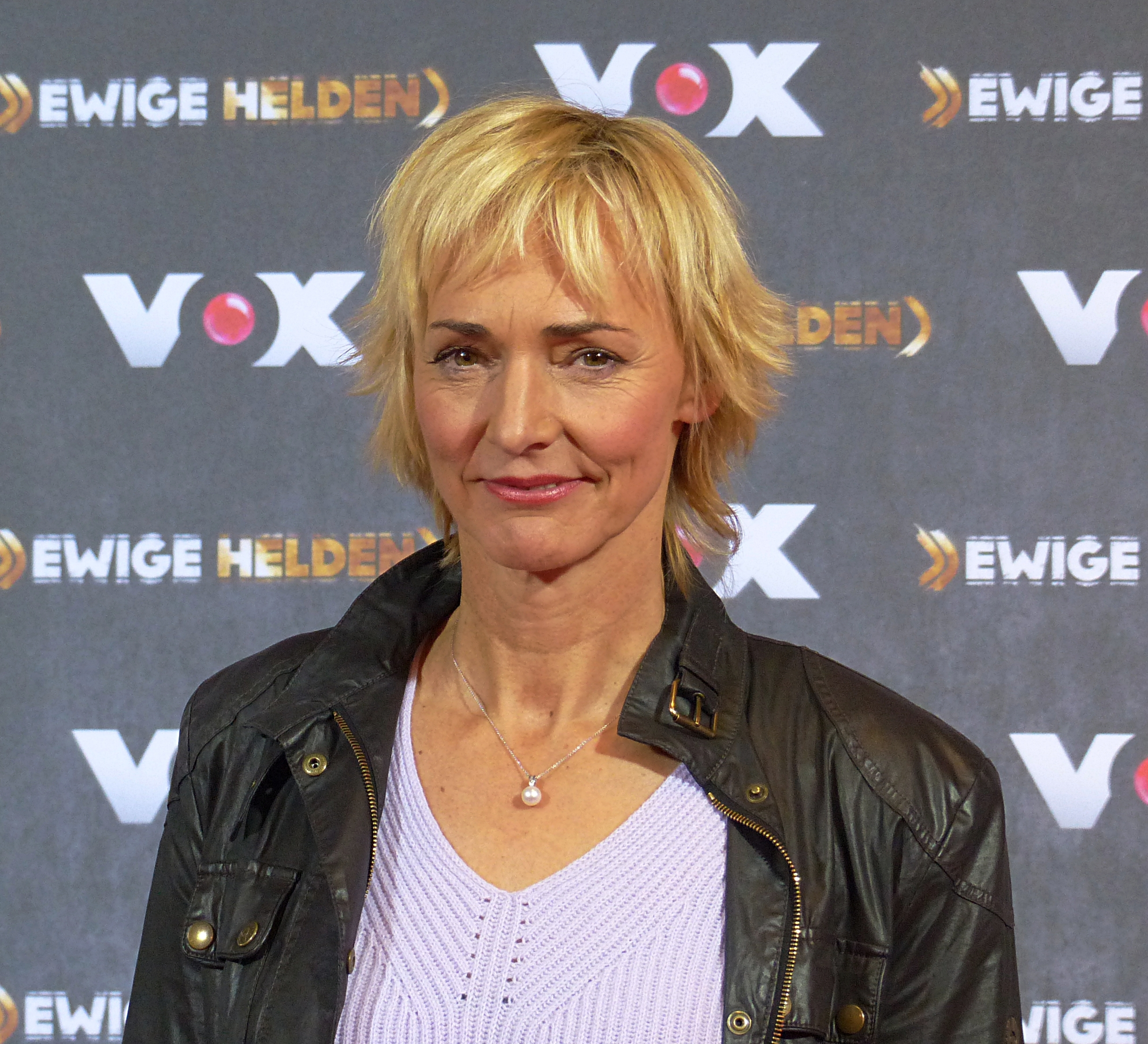
Ženy - Heike Drechslerová 737 cm

## Současné rekordy – hala
| Muži             |            |                 |                |          |               |
| Rekord           | Výkon (cm) | Atlet           | Stát           | Město    | Datum rekordu |
| Světový rekord   | 879        | Carl Lewis      | USA            | New York | 27. 1. 1984   |
| Evropský rekord  | 871        | Sebastian Bayer | Německo        | Turín    | 8. 3. 2009    |
| Rekord MS        | 862        | Iván Pedroso    | Kuba           | Maebaši  | 7. 3. 1999    |
| Český rekord     | 818        | Milan Gombala   | Československo | Praha    | 16. 2. 1992   |
| Muži na iaaf.org |            |                 |                |          |               |

| Ženy             |            |                    |       |            |               |
| Rekord           | Výkon (cm) | Atletka            | Stát  | Město      | Datum rekordu |
| Světový rekord   | 737        | Heike Drechslerová | NDR   | Vídeň      | 13. 2. 1988   |
| Evropský rekord  | 737        | Heike Drechslerová | NDR   | Vídeň      | 13. 2. 1988   |
| Rekord MS        | 723        | Brittney Reeseová  | USA   | Istanbul   | 11. 3. 2012   |
| Český rekord     | 664        | Denisa Ščerbová    | Česko | Birmingham | 3. 3. 2007    |
| Ženy na iaaf.org |            |                    |       |            |               |